# Frison oriental
Ne doit pas être confondu avec bas saxon de Frise orientale.
Pour les articles homonymes, voir Frison oriental (homonymie) et Frison.
Le frison oriental ou frison saterlandais (seeltersk) est une langue parlée dans la région du Saterland (Basse-Saxe, Allemagne). En langue locale il est appelé Seeltersk. Il fait partie des langues anglo-frisonnes.

## Spécificités
La langue partage avec le bas allemand certains traits linguistiques tels que l'absence de consonnes affriquées ou la loi des nasales spirantes ingvaeoniques ; en revanche elle se différencie de cette dernière notamment par des voyelles plus longues et à timbre variable (diphtongues et triphtongues plus fréquents), la lettre o et une rareté de consonnes intervocaliques.

### Vocabulaire à consonance typique
| frison saterlandais | bas allemand | allemand  | anglais | frison occidental | français |
| Bjoor               | Beer         | Bier      | beer    | bier              | bière    |
| Boark               | Bork         | Rinde     | bark    | bylje             | écorce   |
| Boone               | Bohn         | Bohne     | bean    | bean              | haricot  |
| Brood               | Broot        | Brot      | bread   | brea              | pain     |
| Foar                | Vadder       | Vater     | father  | heit              | père     |
| Hiering             | Heern        | Hering    | herring | hjerring          | hareng   |
| Koai                | Slötel       | Schlüssel | key     | kaai              | clé      |
| Kool                | Kool         | Kohl      | cole    | koal              | chou     |
| Loum                | Lamm         | Lamm      | lamb    | laam              | agneau   |
| Muur                | Mudder       | Mutter    | mother  | mem               | mère     |
| Nail                | Nagel        | Nagel     | nail    | neil              | ongle    |
| Noose               | Neese        | Nase      | nose    | noas              | nez      |
| Oai                 | Ei           | Ei        | egg     | aai               | œuf      |
| Oapel               | Appel        | Apfel     | apple   | apel              | pomme    |
| oold                | oolt         | alt       | old     | âld               | vieux    |
| rood                | root         | rot       | red     | read              | rouge    |

## Histoire

### Frison oriental
L'ancien frison oriental était jadis parlé en Frise orientale, la région située entre les rivières Lauwers et Weser, dans l'État allemand de Basse-Saxe, ainsi que deux petits districts à l'Est, autour de Wurster et de Würden. L'ancien frison oriental était divisé en deux groupes de dialectes : le frison Weser à l'Est et le frison de l'Ems à l'Ouest. À partir des années 1500, l'ancien frison oriental a progressivement cédé à la forte pression exercée par les dialectes bas allemands qui l'entouraient. Aujourd'hui, le vieux frison oriental n'est plus parlé sur le territoire historique de la Frise orientale, mais un grand nombre d'habitants de cette région se considèrent toujours comme Frisons, là où le substrat frison est toujours présent à travers les dialectes bas allemands.

### Frison du Saterland

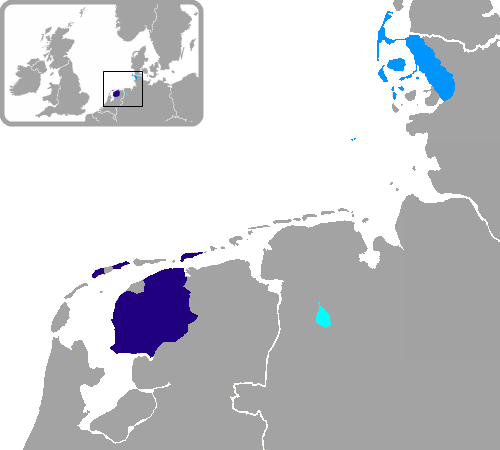
Aire de répartition.

Le dernier vestige de l'ancien frison oriental est un dialecte parlé dans la région méridionale du Saterland dans l'ancien État libre d'Oldenbourg. Le Saterland, qui aurait été colonisé par les Frisons de l'Est au XIe siècle, est entouré de landes et collines longtemps infranchissables. Les villages construits sur des crêtes sablonneuses ressemblaient à des îlots. Les habitants pouvaient jusqu'au XIXème siècle, presque uniquement être atteints par bateau via la rivière Sagter Ems (Seelter Äi) ou dans de rares cas de conditions météorologiques via les landes asséchées ou gelées... ce qui a facilité la préservation de la langue au fil des siècles. De plus, le saterlandais a toujours eu un prestige supérieur au bas allemand parmi les habitants de la région. Enfin, après la guerre de Trente Ans, le Saterland est devenu une partie de l'évêché de Münster ; en conséquence, il a été rendu à l'Église catholique, ce qui a entraîné son isolement du reste de l'aire frisonnante à partir de 1630.

## Nombre de locuteurs

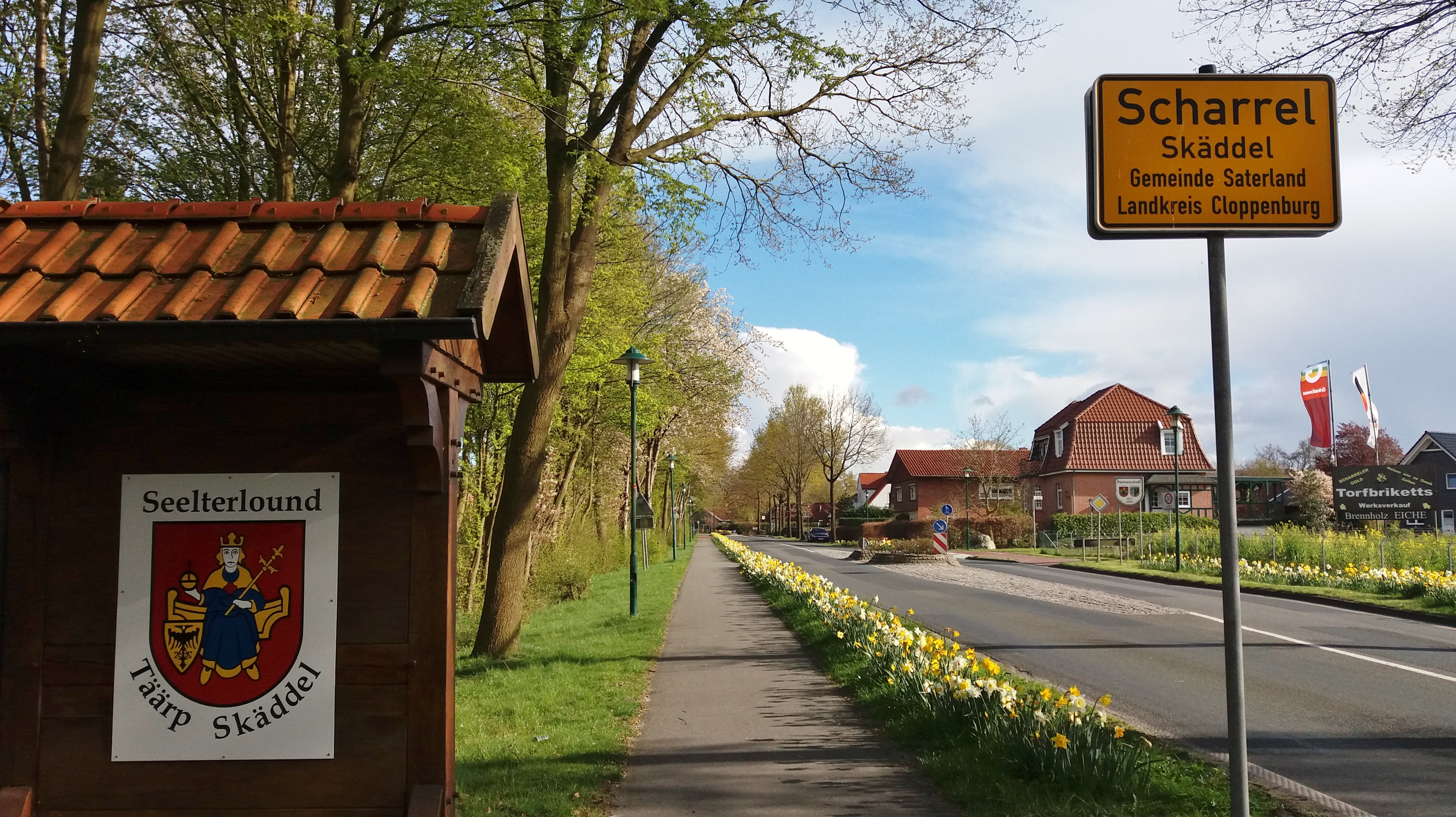
Un panneau bilingue.

Aujourd'hui, les estimations du nombre de locuteurs varient légèrement. Le Seeltersk est parlé par environ 2250 personnes (sur une population d'environ dix mille) et comme langue maternelle par un peu moins de la moitié de la population (la grande majorité étant des personnes âgées), le Seeltersk est en grave danger d'extinction. Tout du moins, plusieurs rapports suggèrent que le nombre de locuteurs augmente parmi les jeunes générations et que certains d'entre eux élèvent leurs enfants dans la langue.

## Dialectes
Il existe trois dialectes mutuellement intelligibles, correspondant aux trois principales villes du Saterland : Ramsloh (Roomelse), Scharrel (Schäddel) et Strücklingen (Strukelje). Le dialecte Ramsloh jouit désormais d'un statut de langue normalisé, car une grammaire et une liste de mots sont basées sur ce dernier.

## Statut
Le gouvernement allemand n'a pas engagé de mesures concrètes pour la préservation du Seeltersk. La plupart des travaux visant à assurer la préservation de cette langue sont effectués par le Buund Seelter ("Saterland Alliance"). Avec le frison septentrional et cinq autres langues, le Seeltersk a été inclus dans la partie III de la Charte européenne des langues régionales ou minoritaires par l'Allemagne en 1998. Depuis environ 1800, le Saterland a suscité l'intérêt d'un nombre croissant de linguistes. Au cours du siècle dernier, une petite littérature s'est développée à son sujet. Le Nouveau Testament de la Bible y a également été traduit.

## Example de texte
Uus Foar in ’n Heemel,
läit hilliged wäide dien Noome.
Läit kuume dien Riek.
Läit geböare dien Wille,
as in ’n Heemel so uk appe Äide.
Uus deegelke Brood reek uus dälich.
Un ferreek uus uus Skeeld.
so as wie uk do ferreeke,
do juun uus skeeldich sunt.
Stjuur uus nit in Fersäikenge,
man erlööse uus fon dät Kwoode.
Dan dien is dät Riek un ju Kroasje
un ju Heerligaid in Eeuwigaid.
Amen